# K. Madhava Panikkar
K. Madhava Panikkar (Kavalam Madhava Panikkar; häufig K. M. Panikkar; * 3. Juni 1895 in Kavalam, Travancore; † 10. Dezember 1963 in Mysore, Karnataka) war ein indischer Journalist, Historiker, Premierminister, Außenminister und Diplomat.

## Leben
Kavalam Madhava Panikkar wurde in Travancore geboren und studierte in Madras und an der Universität von Oxford. Nach einer Zeit als Professor an der Aligarh Muslim University und später an der Universität von Kalkutta wurde er 1925 Redakteur der Hindustan Times. Später wurde er Außenminister des Fürstenstaats Patiala und Premierminister des Fürstenstaates Bikaner. Er vertrat Indien 1947 bei der Tagung der UN-Generalversammlung. 1948 wurde er zum indischen Botschafter in China ernannt und bekleidete diesen Posten bis 1952. Danach war er von 1952 bis 1953 indischer Botscher in Ägypten und von 1956 bis 1959 in Frankreich. Er übersetzte auch einige griechische Tragödien in seine Muttersprache Malayalam. Panikkar war eines von drei Mitgliedern der States Reorganisation Commission, die die Empfehlungen für die Reorganisation der indischen Bundesstaaten im States Reorganisation Act 1956 ausarbeitete.
Zu seinen bekannten Werken zählen Asia and Western Dominance, eine Studie über den Einfluss der Portugiesen und Holländer sowie des Christentums in Indien. Er reiste auch nach Portugal und Holland zu Recherchen für seine Bücher Malabar and the Portuguese (1929) und Malabar and the Dutch.

## Schriften
- 1920: Essays on Educational Reconstruction in India
- 1922: Sri Harsha of Kanauj: a monograph on the history of India in the first half of the 7th century A. D.
- 1923: Indian Nationalism: its origin, history, and ideals
- 1928: The Working of Dyarchy in India, 1919–1928
- 1929: The Evolution of British Policy towards Indian States, 1774–1858
- 1929: Malabar and the Portuguese: being a history of the relations of the Portuguese with Malabar from 1500 to 1663
- 1930: The Founding of the Kashmir State: a biography of Maharajah Gulab Singh, 1792–1858
- 1930: Federal India
- 1932: Indian States and the Government of India
- 1934: The New Empire: letters to a Conservative Member of Parliament on the future of England and India
- 1936: The Indian Princes in Council: a record of the chancellorship of His Highness, the Maharaja of Patiala, 1926–1931 and 1933–1936
- 1937: His Highness the Maharaja of Bikaner: a biography
- 1938: Hinduism and the modern world
- 1942: The States and the Constitutional Settlement
- 1943: Indian States
- 1944: The Strategic Problems of the Indian Ocean
- 1945: India and the Indian Ocean: an essay on the influence of sea power on Indian history
- 1947: A Survey of Indian History
- 1947: India through the Ages
- 1953: Asia and Western Dominance: a survey of the Vasco Da Gama epoch of Asian history, 1498–1945
- 1954: In Two Chinas: memoirs of a diplomat
- 1956: The Principles and Practice of Diplomacy
- 1957: Voice of Truth, a topical symposium: replies to attacks on Christians and missionaries in India
- 1957: India and China: a study of cultural relations
- 1958: The Determining Periods of Indian History
- 1960: A History of Kerala, 1498–1801
- 1960: The State and the Citizen
- 1961: Hindu Society at Cross Roads
- 1961: Essential Features of India Culture
- 1962: In Defence of Liberalism
- 1963: Studies in Indian History
- 1963: The Ideas of Sovereignty and State in Indian Political Thought
- 1963: The Foundations of New India
- 1963: The Himalayas in Indian Life
- 1964: A Survey of Indian History
- 1964: Hinduism & the West: a study in challenge and response
- 1964: The Serpent and the Crescent: a history of the Negro empires of western Africa
- 1965: Lectures on India’s Contact with the World in the pre-British Period
- 1966: The Twentieth Century
- 1967: Caste and Democracy & Prospects of Democracy in India
- 1969: Geographical Factors in Indian History
- 1977: An Autobiography